# الو (دابوي الجنوبي)
الو (بالفارسية: آلو) هي قرية تقع في إيران في قسم دابوي الجنوبی الريفي. يقدر عدد سكانها بـ 467 نسمة بحسب إحصاء 2016.